# Hirpinus afer
Hirpinus afer är en insektsart som beskrevs av Carl Stål 1855. Hirpinus afer ingår i släktet Hirpinus och familjen syrsor. Inga underarter finns listade i Catalogue of Life.